# Opílio (conde das sagradas liberalidades)
Opílio (em latim: Opilio) foi um oficial ostrogótico de origem romana do século VI, ativo no reinado de Odoacro (r. 476–493). Era pai de Opílio e Cipriano. Ocupou a posição de conde das sagradas liberalidades e serviu com distinção, mesmo que não tenha alcançado as mais altas honrarias.